# Eva Soriano Sánchez
Eva Soriano Sánchez   (Reus, 4 de març de 1990) és una humorista i presentadora de televisió catalana.

## Trajectòria
Graduada en Turisme i Oci per la Universitat Rovira i Virgili, va concloure els seus estudis el 2013. Interessada per l'actuació es va formar en interpretació a l'escola de cinema i teatre Metropolis de Madrid. Durant aquesta etapa va participar, com a part de la seva formació, en representacions teatrals i musicals, va col·laborar en diversos curtmetratges realitzats per l'escola, i va fer també microteatre i monòlegs.
El 2017 va participar en El club de la comedia. El 2018 va participar a La Resistencia i va assistir com a convidada a Ilustres ignorantes. Va treballar a Late motiv del canal de televisió #0 com a col·laboradora en la secció «Gente random» el 2018. Va ser copresentadora d'Ese programa del que usted me habla de La 2 a partir de gener de 2019 en substitució de Marta Flich, havent-ne estat prèviament col·laboradora. Va formar part del programa d'humor Las que faltaban de #0, estrenat al març de 2019, un late night en el qual les dones humoristes eren les protagonistes destacades.